# Passiflora acuminata
Passiflora acuminata là một loài thực vật có hoa trong họ Lạc tiên. Loài này được DC. mô tả khoa học đầu tiên năm 1828.